# 已解遊戲
已解遊戲是博弈论中，目前已經被解構（破解）、能夠被數學家預測的遊戲。

## 分類
在二人遊戲中，遊戲被解構的程度主要分為以下三種：

### 超弱解構
遊戲被超弱解構的情況下，數學家能得知遊戲中先行者或後行者誰有必勝、或必不敗之策略。

### 弱解構
數學家能得知在起始情況下，必不敗之策略是如何。

### 強解構
在中途的任何情況下，數學家能得知雙方之最佳策略。

## 已被解構之遊戲

### 超弱解構
- 六貫棋（先手必勝）

### 弱解構
- 黑白棋（和局）
- 五子棋（先手必勝）
- 英國跳棋（和局）

### 強解構
- 屏風式四子棋（先手必勝）
- 井字棋（和局）